# James Reese Europe
James Reese Europe ("Jim Europe"), född den 22 februari 1880 i Mobile, Alabama, död den 9 maj 1919 i Boston, Massachusetts, var en amerikansk orkesterledare, arrangör och kompositör inom genrerna ragtime och tidig jazz och var en av huvudpersonerna vid övergången mellan dessa båda stilarter.
1910 startade Europe "The Clef Club", en förening för svarta musiker och 1912 skapade föreningen historia genom att uppträda i Carnegie Hall. 1913 startade han Europe’s Society Orchestra, samma år började han arbeta för det professionella sällskapsdansparet Vernon och Irene Castle och tillsammans utvecklade de dansen/musikstilen foxtrot. När USA gick med i första världskriget tog Europe värvning, utsågs till löjtnant i det 369 infanteriregementet och uppdrogs att samla ihop bästa möjliga militärorkester, vilket han gjorde (tillsammans med Noble Sissle). Orkestern, kallad "The Harlem Hellfighters" rönte stor uppmärksamhet i Europa (speciellt vid en konsert i Tuilerierna) och vid hemkomsten till USA var uppmärksamheten stor och en landsomfattande turné tog vid. Under en paus vid en konsert i Boston knivhöggs Jim Europe i halsen av en av bandets medlemmar och avled strax efteråt på sjukhus den 9 maj 1919.

## Utmärkelser
"Castle House Rag" (av skivbolaget Victor sammanblandad med "The Castles in Europe One-Step") valdes in av Library of Congress i National Registry of Recordings 2004.